# Динчо Балкански
Динчо (Дине) Марков Маджаров – Балкански е български революционер, деец на Вътрешната македонска революционна организация.

## Биография
Динчо Балкански е роден в мелнишкото село Горна Сушица, тогава в Османската империя, днес в България. През Първата световна война е в редиците на Единадесета пехотна македонска дивизия. Награден е с орден „За храброст“, IV степен.
Присъединява се към ВМРО и действа като самостоятелен войвода в Демирхисарско – Сярско. Участва в Неврокопската акция на ВМРО от 1922 година. Обвинен в заговора против Тодор Александров е убит през 1924 година в Мелнишко.
Динчо Балкански е селски войвода на ВМРО в своето село Горна Сушица и групов началник в окръжната чета на ВМРО в Петричкия окръг с войвода Алеко Василев.
През 1920 год. участва в дейността на митницата Попови ливади в Пирин. Целта е да се набират средства за дейността на организацията. Всички търговци са плащали мита, като най-важни са били приходите от дървен материал и животни за Гърция, тютюн и вино. Освен Динчо Балкански участват и Георги Хазнатарски, Никола Хаджиев, Гоце Манолев, Петър Говедаров, Тома Радовски, Димитър Чегански, Илия Которкин и Кирил Лерински.
Тодор Ангелов – Божаната е баща на голямата българска кино сценаристка, редакторка и писателка Свобода Бъчварова. В Белгия е почитан за техен национален герой, защото той е участник в националната съпротива срещу Германия през Втората световна война. Тодор Ангелов през 1923 г. участва в четата на ВМРО, водена от войводата Динчо Балкански, която действа в Светиврачко. 
По време на съдебния процес във връзка с Неврокопската акция е разпитан Цветко Петров Комитов, роден и живеещ в село Рожен, 52-годишен, българин, православен, грамотен, женен, неосъждан, земледелец. Той свидетелства пред полицейски дознател следното: „През 1923 г. бях на панаира в Роженския манастир. След полунощ се готвех да си лягам и тогава чух отвън викове. Излезнах и видях нашия войвода Иван Пукев и Тома Марков. Наточих вино и ги поканих с чаша вино на двора, в това време дойдоха Стоян Брадата и Динчо Балкански, облечени в четнически униформи и казаха, че в името на Организацията Томата е арестуван. Поведоха го с Иван Пукев нагоре по дерето, къде го закараха не зная. На тръгване ми казаха нищо да не казвам, защото главата ще ми хвръкне. Това ми каза Динчо Балкански. След като се разотидоха хората от панаира, дойдоха хора от Долна Сушица и разбрах, че Томата е убит. Кой го е убил не съм видял. Кой го е закопал не зная. По това време беше и Георги Хазнатарски в селото, на моето вършило“.  Разпитан е и Стоян Ангов – Брадата, роден и живущ в село Горна Сушица, 68-годишен, българин, православен, неграмотен, женен, неосъждан. Той казва следното: „През 1923 год. на Роженския манастир дойде войводата Динчо Балкански (който е убит) и каза: Имало заповед от Алеко Василев - Пашата да убием Тома Марков от село Долна Сушица, слезнахме долу в селото Рожен и го намерихме в двора на ръководителя Петър Цветков, закарахме го нагоре по дерето аз, Динчо Балкански и местния войвода Иван Пукев. Това беше към полунощ, те вървяха по-напред а аз отзад, Динчо Балкански стреля два пъти с пищола и го уби, Иван Пукев се обади и каза: „За малко и мене да убиеш“, оставихме го там и се върнахме на събора.“